# Joanna Sierko-Filipowska
Joanna Sierko-Filipowska (ur. 13 lutego 1960 w Białymstoku) – polska malarka.

## Życiorys
Artystka urodziła się w rodzinie lekarskiej, jej ojciec, Stanisław Sierko, również maluje.
W 1985 r. ukończyła z wyróżnieniem Wydział Grafiki Akademii Sztuk Pięknych w Warszawie w pracowni prof. Haliny Chrostowskiej, oraz aneks do dyplomu – z malarstwa u prof. Jerzego Tchórzewskiego. W 1986 otrzymała stypendium twórcze przyznane przez Ministra Kultury i Sztuki.
Artystka uprawia malarstwo figuratywne. Jej obrazy są romantyczne, subtelne o charakterystycznej kolorystyce. Przedstawia świat marzeń i baśni, elfy, nimfy, chimery, anielice, tancerki, kobiety ze skrzydłami i w powłóczystych sukniach, wróżki, dzieci i dziewczyny oraz akty kobiece. Bajkowe krajobrazy z dużą ilością fantazyjnych roślin, morze i niebo o różnych porach dnia i roku. Z jej obrazów emanuje niewinny erotyzm.
Nie należy do żadnej grupy artystycznej.
Ważnym wydarzeniem w życiu artystki było spotkanie z Jerzym Dudą Graczem w 2001 roku na plenerze malarskim we wsi Kamion nad Wartą k. Wielunia.
Artystka mieszka w Komorowie koło Warszawy.

## Wystawy indywidualne
- 1985 – pierwsza wystawa indywidualna, TPSP, Warszawa
- 1987 – Interpress, Warszawa
- 1988 – KMPiK Mokotów, Warszawa
- 1991 – Galeria "Canaletto", W-wa
- 1992 – Galeria "Tess", Pruszków
- 1993 – Hotel "Oberla", Wiedeń, Austria
- 1994 – Galeria "Akcent", Białystok
- 1995 – Artis Tower Hotel, Wiedeń, Austria
- 1996 – pokaz "Zaczarowany ogród", Komorów k. Warszawy
  - Galeria "Arka", Warszawa
  - pokaz – Impart, Wrocław
- 1997 – pokaz w Teatrze Wielkim, Poznań
  - pokaz w Teatrze im. A. Węgierki, Białystok
  - pokaz w Teatrze Wybrzeże, Gdańsk
- 1999 – Galeria "Zapiecek", W-wa; 2000 – Galeria "Pod Atlantami", Wałbrzych
- 2001 – Galeria "Zapiecek", W-wa
- 2002 – Centrum Finansowe Puławska, Warszawa
  - Galeria Fundacji Kresy 2000, Nadrzecze k. Biłgoraja
  - wystawa w Galerii "Zapiecek", W-wa

## Udział w wystawach zbiorowych
- 1984 – Galeria "Im Wasserviertel", Duisburg, Niemcy
- 1986 – BWA, Sopot
- 1987 – Kordegarda MKiS, W-wa
- 1989 – BWA, Słupsk; Muzeum, Lębork
- 1990 – Hotel "Le Bristol", Villars, Szwajcaria
- 1993 – udział w plenerze "Białowieża 93" i wystawie poplenerowej w BWA, Białystok
- 1996 – udział w plenerze "Białowieża 96" i wystawie poplenerowej w galerii "Marszand", Białystok
- 2001 – udział w plenerze w Kamionie i wystawie poplenerowej, Katowice, Wieluń, Sieradz (2002)